# Rennstrecke Innsbruck-Kranebitten
Die Rennstrecke Innsbruck-Kranebitten war von 1958 bis 1977 eine temporäre Motorsport-Rennstrecke  auf dem Flugplatz Kranebitten. Der Flugplatz liegt im Westen von Innsbruck, etwa 5 km von der Stadtmitte entfernt.

## Geschichte
Auf der am 15. Oktober 1958 erstmals genutzten, damals noch 1700 Meter langen und 14 Meter breiten Strecke fanden insgesamt 18 internationale Automobilrennen statt.
1962 wurde die Rennstrecke anlässlich des Ausbaus des Flughafens aufgrund der bevorstehenden Olympischen Winterspiele in Innsbruck 1964 auf 2800 Meter verlängert und war danach auch Austragungsort nationaler Motorradrennen. Die Wettbewerbe wurden in verschiedenen internationalen Touren- und Sportwagenklassen und Motorradklassen ausgetragen, darunter waren auch die Rennwagenklassen der Formel Junior und Formel 2.
Bekannte Teilnehmer waren unter anderen Hans Herrmann, Niki Lauda und Dieter Quester, der 1963 bis 1965 auch Motorradrennen fuhr. Bei der Serie Formel Junior in Innsbruck waren die bekannten Fahrer Lorenzo Bandini, Renato Pirocchi und Gerhard Mitter.
Die Rennfahrerkarriere von Jochen Rindt begann im Alter von 18 Jahren auf einem Simca Montlhéry auf dieser Strecke. Beim 8. Rennen um den Titel „Preis von Tirol“  gewann Jochen Rindt am 10. Oktober 1965 gleich drei Klassenwertungen mit einem Abarth 2000 GT, einem Abarth-Prototypen GT und mit einem Alfa Romeo GTA.
Am 9. Oktober 1977 fand das letzte Rennen statt. Danach wurden die Rennveranstaltungen auf dem Flugplatz aufgrund gesunkener Zuschauerzahlen und der zunehmend von der Innsbrucker Bevölkerung als störend empfundenen Lärmbelästigung  eingestellt.